# Idioma barunggam
Barunggam (Murrumningama) es una lengua aborigen extinta hablada por el pueblo Barunggam de Queensland en Australia.
El idioma Barunggam compartía muchas palabras con los idiomas vecinos, incluyendo Jarohair al este, Wakka Wakka al norte y Mandandanji al Oeste.
Kite y Wurm describen a Barunggam como un dialecto del Wakka Wakka.

Norman Barnett Tindale da las tierras tradicionales para los Barunggam que hablaban el idioma como:

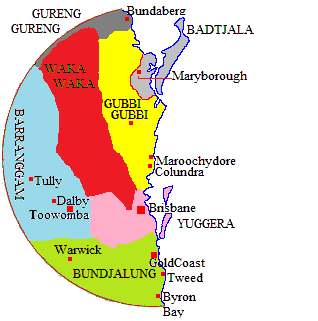
Mapa de las tierras tradicionales de los pueblos aborígenes australianos alrededor de Brisbane.

"Cabeceras del río Condamine al este de Jackson hasta aproximadamente Dalby; al norte sobre Charley Creek hasta Dividing Ranges y al oeste hasta Wongorgera y Woleebee; al sur de Tara; en 165 Chinchilla y Jandowae. Su país está en los suelos rojos al sur y al oeste de la Cordillera Divisoria".